# 基督受洗 (韋羅基奧)
《基督受洗》是一幅由意大利文藝復興畫家安德烈·德尔·韦罗基奥與其工作室所完成的繪畫作品，該作品完成於大約1475年，通常被歸功於他和他的學生李奧納多·達文西所共同創作。一些藝術史學家也注意到繪畫中其他韋羅基奧工作室成員的參與。
這幅畫描繪了耶穌受洗禮的情景，施洗約翰按照《馬太福音》、《馬可福音》和《路加福音》中的描述進行施洗。左側的天使被記錄為是年輕的達文西所繪，這個事實引起了特別的評論，導致人們經常忽視了整幅畫作和在韋羅基奧在整個作品中的價值。現代批評家也將許多背景景觀歸功於達文西。這幅畫作現藏於佛罗伦萨的烏菲茲美術館。

## 描述
這幅畫描繪了施洗約翰在約旦河岸上給耶穌洗禮的場景。畫中有兩個跪著的天使，一個拿著耶穌的衣服，另一個則雙手合十，兩者都在象徵著「救贖」和「生命」在棕櫚樹的前方。其中，約翰赤著腳站在河裡，他穿著頭戴光環的長袍，手持一支帶有金十字的權杖，將河水澆在耶穌的頭上。而耶穌頭上也戴著光環，同赤著腳在河裡祈禱。耶穌的身上覆蓋著一件小衣服。
約翰手邊的捲軸上有一段來自約翰福音1:29的文字，寫著「ECCE AGNUS DEI QUI TOLLIT PECCATA MUNDI」，意為「看哪，神的羔羊，除去世人的罪孽」。畫中還有一隻目光炯炯的猛禽從頭頂飛過，飛向背景中的樹木。畫面頂部可以看到上帝的手從天而降，同時照亮了鴿子和陽光的光芒，象徵聖靈照亮他們，揭示了耶穌的神性。

## 背景

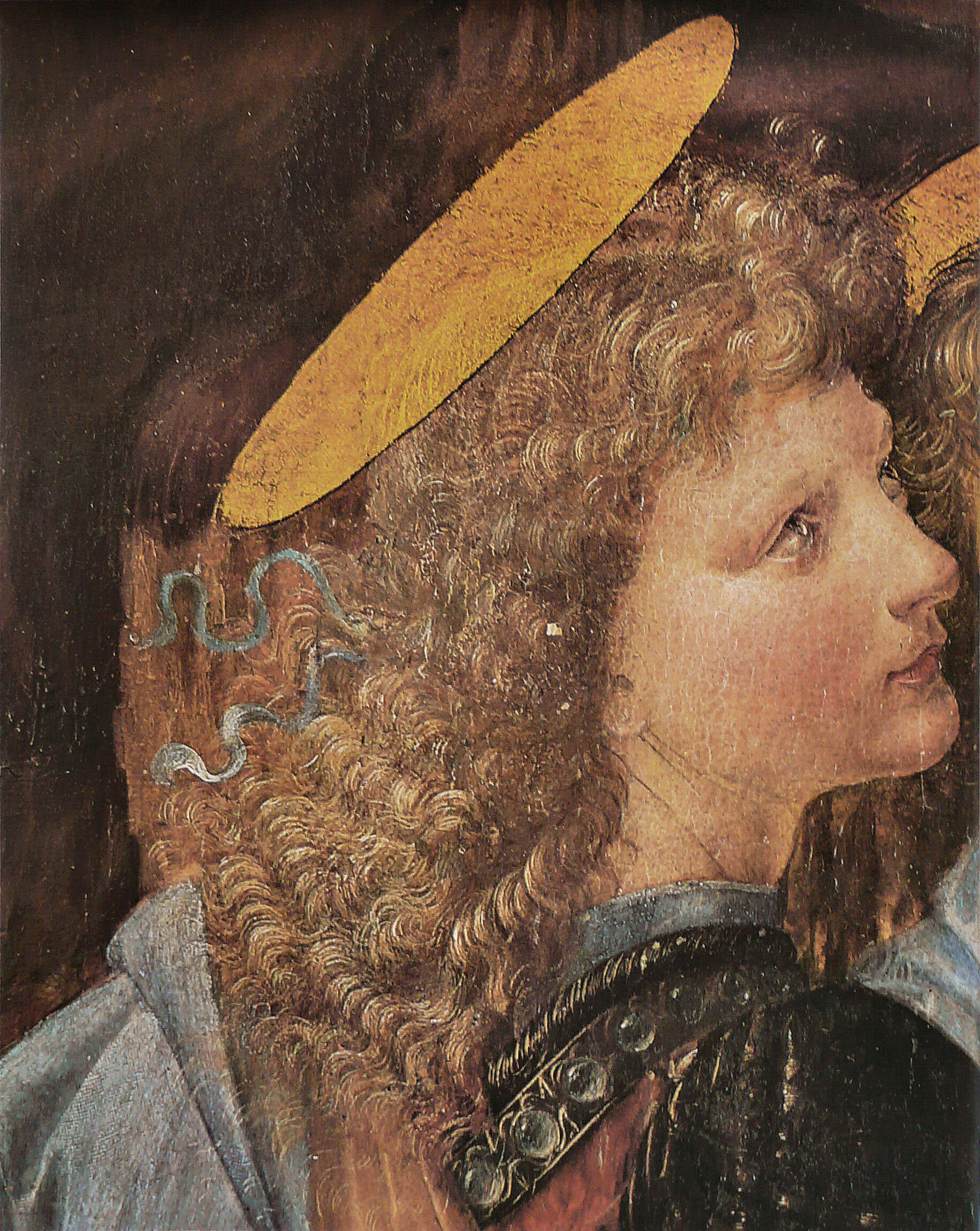
達文西所繪天使的細節

安德烈亞·德爾·維羅基奧（Andrea del Verrocchio）是15世紀後半期在佛羅倫薩經營大型工作室的雕塑家、金匠和畫家，也是一位才華橫溢的工匠。他透過讓學徒學習表面解剖學、繪畫、機械學、雕刻、衣物學習以及明暗对照法等，來培養他們的作畫技能。此外，他還向學生介紹地理學、意大利文學和詩歌等課題。維羅基奧也會為學徒們留出繪製和繪畫的區域，以便他們開始創作。他的學徒和密切合作夥伴包括畫家山德羅·波提且利、弗朗切斯科·波提契尼、彼得羅·佩魯吉諾、羅倫佐·迪·克雷迪和李奧納多·達文西等人。
維羅基歐本人並不是一個多產的畫家，他手上的畫作相當少，其作品的主要主要建立在他的雕塑作品上。而維羅基歐的畫作也如同當時佛羅倫斯畫家的典型作品一樣，採用木板和蛋彩畫繪成的。其中藉由繪製油彩畫作的技術，此前在義大利僅用於耐用的物品，如遊行盾牌，早期尼德蘭繪畫及其進口的油畫素材，則是在這幅畫開始創作的時期左右引入佛羅倫斯。
據安東尼奧·比利（Antonio Billi，1515）表示，這幅畫是由維羅基歐的弟弟唐·西蒙委託製作的，他是圣萨尔维教堂的負責人，約在1468年左右，維羅基歐在《基督受洗》以蛋彩技法繪製了基督和聖約翰的整體風景。 另一個貢獻於中央風景區域的人則由當時維羅基歐的助手之一：波提契尼所繪製。隨後，維羅基歐的學生達文西被要求在他的老師的作品中繪製一個天使。因而可能在此期間藉由油彩繪製了部分畫中的風景。根據乔尔乔·瓦萨里在他的《藝苑名人傳》中對於這件作品以及維羅基奧和萊昂納多的評述，他認為達文西的天使形象和色彩的理解是如此出色，以至於令維羅基奧放棄繼續繪畫的努力。然而，瓦薩里並沒有親自認識達文西，因此上述故事的真實性是未知的。然而在製作《基督受洗》的一段時間，維羅基奧的繪畫產量似乎突然間停止了，他最後一件已知的作品是《帶有兩個天使的聖母和聖嬰》。他將其轉交給助手羅倫佐·迪·克雷迪完成。
威廉·E·華萊士提出，達文西創作了第一位天使之後，維羅基奧添加了第二位天使來陪襯萊昂納多的作品。並提出了結論，認為維羅基奧的「真實的眼光」抓住了需要在右邊增加這位天使以重新平衡構圖的需要。需要考量的範圍也包括在14和15世紀期間，大多數意大利宗教題材繪畫都包括兩個或更多的天使。根據最近的技術分析，維羅基奧在1468年左右開始製作這幅祭壇畫，然後在幾年後擱置了一段時間，直到達文西在1470年代重新修補繪畫表面的部分。
這幅畫作隨後從聖薩爾維教堂轉移到聖維爾迪亞納的瓦隆布羅薩修女會手中。1810年，它進入了學院美術館的收藏，並於1959年轉移到烏菲茲美術館。

## 外部連結
- Leonardo da Vinci: anatomical drawings from the Royal Library, Windsor Castle （页面存档备份，存于）, exhibition catalog fully online as PDF from The Metropolitan Museum of Art, which contains material on The Baptism of Christ (see index)